# Pedro Armendáriz (fils)
Pour les articles homonymes, voir Armendáriz.
Ne pas confondre avec son père : Pedro Armendáriz
Pedro Armendáriz « Jr. », né le 6 avril 1940 à Mexico, mort le 26 décembre 2011, est un acteur et producteur mexicain de cinéma et de télévision. Il est le fils de l'acteur Pedro Armendáriz et a, comme lui, joué dans un James Bond.

## Filmographie partielle

### Comme acteur

#### Au cinéma
- 1968 : La Bataille de San Sebastian d'Henri Verneuil : Père Lucas
- 1969 : Los recuerdos del porvenir d'Arturo Ripstein : Capitaine Flores
- 1969 : Les Géants de l’Ouest (The Undefeated) d'Andrew V. McLaglen : Escalante
- 1970 : Chisum d'Andrew V. McLaglen : Ben
- 1972 : La Chevauchée des sept mercenaires (The Magnificent Seven Ride !) de George McCowan : Pepe Carral
- 1972 : Chasseurs de primes (Los indomables) d'Alberto Mariscal : Big Bill
- 1973 : Le Shérif ne pardonne pas (The Deadly Trackers) de Barry Shear : Herrero
- 1974 : Tremblement de terre (Earthquake) de Mark Robson : Emilio Chavez
- 1976 : La Pasión según Berenice de Jaime Humberto Hermosillo : Rodrigo Robles
- 1976 : La gran aventura del Zorro de Raúl de Anda Jr. : Emilio Walter
- 1977 : La Casta divina de Julián Pastor : Abel Ortz Armugedo
- 1979 : Soleil de feu (Survival Run) de Larry Spiegel : Paco
- 1981 : Les Chiens de guerre (The Dogs of War) de John Irvin : la capitaine
- 1981 : La Chèvre de Francis Veber : le capitaine
- 1985 : Les Diamants de l'Amazone (Treasure of the Amazon) de René Cardona Jr. : Pablo Zapata
- 1986 : Maine Océan de Jacques Rozier : Pedro de la Moccorra
- 1986 : L'Île au trésor de Raoul Ruiz : Mendoza
- 1987 : Mariana, Mariana d'Alberto Isaac : Carlos, adulte
- 1988 : Les Pyramides bleues d'Arielle Dombasle : Perez-Valdez
- 1989 : Permis de tuer (Licence to Kill) de John Glen : Président Hector Lopez
- 1989 : Old Gringo de Luis Puenzo : Pancho Villa
- 1990 : ¡Maten a Chinto! d'Alberto Isaac : Don Chinto
- 1991 : Bandidos de Luis Estrada : Cura
- 1993 : Tombstone de George P. Cosmatos : la prêtre
- 1994 : Deux crimes (Dos crimenes) de Roberto Sneider : Alfonso
- 1997 : Amistad de Steven Spielberg : Général Espatero
- 1998 : Le Masque de Zorro (The Mask of Zorro) de Martin Campbell : Don Pedro
- 1999 : La Ley de Herodes de Luis Estrada : Lopez
- 2000 : Avant la nuit (Before Night Falls) de Julian Schnabel : le grand-père de Reinaldo
- 2000 : El Grito de Gabriel Beristain : Don Agustin Duarte
- 2001 : Le Mexicain (The Mexican) de Gore Verbinski : le policier mexicain
- 2001 : Le Péché originel (Original Sin) de Michael Cristofer : Jorge Cortès
- 2002 : El crimen del padre Amaro (El crimen del padre Amaro) de Carlos Carrera : Président Municipal Gordo
- 2003 : Il était une fois au Mexique (Once Upon a Time in Mexico) de Robert Rodriguez : El Presidente
- 2004 : Matando Cabos d'Alejandro Lozano : Oscar Cabos
- 2005 : La Légende de Zorro (The Legend of Zorro) de Martin Campbell : Gouverneur Riley
- 2007 : One Long Night de David Siqueiros : Don Ricardo
- 2007 : El Último justo de Manuel Carballo : Père del Toro
- 2007 : Looking for Palladin d'Andrzej Krakowski : le chef de la police
- 2010 : Le Bal de la Saint Jean (El baile de San Juan de Francisco Athié : Marqués de la Villa
- 2011 : Despertar de Simón Sepúlveda (court métrage)
- 2011 : El cartel de los sapos de Carlos Moreno : Don Modesto
- 2012 : Unités d'élite (Freelancers) de Jessy Terrero : Gabriel Baez

#### À la télévision
- 1966 : Daniel Boone (série télévisée) (1 épisode) : le premier cavalier
- 1971 : River of Gold de David Friedkin (téléfilm) : Angel
- 1972 : Le Tueur de la nuit de Bernard McEveety (Killer by Night) (téléfilm) : Dr. Carlos Madera
- 1972 : Les Deux maris de Rozaline (Hardcase) de John Llewellyn Moxey (téléfilm) : Simon Fuegos
- 1972 : Me llaman Maritna Sola (série télévisée) (3 épisodes)
- 1972 : Los hermanos coraje (série télévisée) (15 épisodes)
- 1973 : Les Créatures de l'ombre (Don't Be Afraid of the Dark) de John Newland (téléfilm) : Francisco Perez
- 1973 : Police Story (série télévisée) (1 épisode) : Joe Gaitan
- 1975 : The Log of the Black Pearl d'Andrew V. McLaglen (téléfilm) : Archie Hector
- 1975 : Le Refuge de la dernière chance (A Home of Our Own) de Robert Day (téléfilm) : Capitaine de police
- 1975 : Ven conmigo (série télévisée) (3 épisodes) : Eduardo
- 1976 : Columbo, saison 5, épisode 4 Question d'honneur (A Matter of Honor) (série télévisée) : Commandant Sanchez
- 1977 : The Rhinemann Exchange de Burt Kennedy (mini-série télévisée) : Lieutenant Fuentes
- 1981 : Evita Peron de Marvin J. Chomsky (téléfilm) : Cipriano Reyes
- 1981 : La Croisière s'amuse (The Loveboat) (série télévisée) (1 épisode) : Ricardo
- 1983 : Les Enquêtes de Remington Steele (Remington Steele) (2 épisodes) : Capitaine Rios
- 1984 : K 2000 (Knight Rider) (série télévisée) (2 épisodes) : Eduardo O'Brian
- 1984  : Supercopter (Airwolf) (série télévisée) (1 épisode) : Capitaine Mendez
- 1986 : Commando sur Téhéran (On Wing of Eagles) d'Andrew V. McLaglen (mini-série télévisée) (1 épisode) : Mr Dobuti
- 1986 : Meurtre en trois actes (Murder in Three Acts) de Gary Nelson (téléfilm) : le colonel Mateo
- 1998 : Prise de risque (On the Border) de Bob Misiorowski (téléfilm) : Herman
- 1998-1999 : Derbez en cuando (série télévisée) (2 épisodes) : le chauffeur de Joséctor Gustavo
- 1999 : Cuento de Navidad (mini-série télévisée) (4 épisodes)
- 1999 : Serafin (série télévisée) (3 épisodes) : le penseur (voix)
- 1999 : Tres mujeres (série télévisée) (280 épisodes) : Federico Méndez
- 1999-2000 : Laberintos de pasion (série télévisée) (80 épisodes) : Père Maeto Valencia
- 2000 : Furcio (série télévisée) (1 épisode)
- 2003 : Bajo la misma piel (série télévisée) (1 épisode) : Joaquin Vidaurri
- 2004 : Amy, la niña de la mochila azul (série télévisée) (115 épisodes) : Capitaine Matias Granados
- 2005 : Barrera de amor (série télévisée) (1 épisode) : Don Pedro Valladolid
- 2007 : Yo amo a Juan Queréndon (série télévisée) (1 épisode) : Don Plutarco
- 2007 : Destilando amor (série télévisée) (3 épisodes) : Mr. Thomas
- 2010 : Outlaw (série télévisée) (1 épisode) : Francisco Garza
- 2011 : La Force du destin (La fuerza del destino) (série télévisée) (95 épisodes) : Antonio McGuire

### Comme producteur
- 1982 : Aprendamos juntos (TV)
- 1983 : El Qué sabe, sabe (TV)
- 1985 : Un retrato del indio d'Alfredo Joskowicz (court documentaire sur Emilio Fernández)
- 1991 : Sólo con tu pareja d'Alfonso Cuarón
- 1995 : Dos crímenes de Roberto Sneider